# Виробництво кави в Лаосі

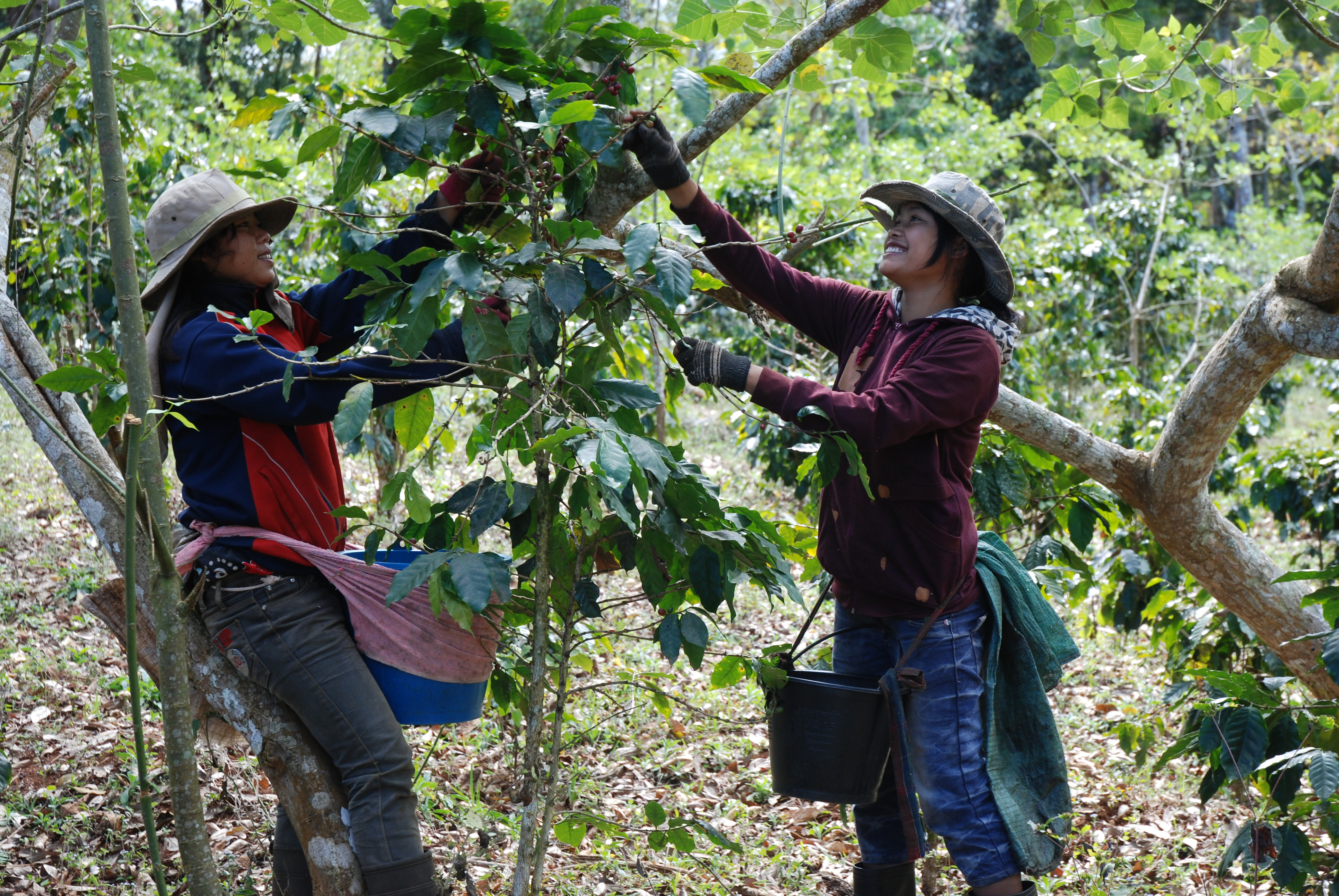
Урожай кави в Лаосі

Лаос виробляє два основних види кави: робусту та арабіку. Робуста в основному використовується для звичайної кави, а також як типовий кавовий напій у Лаосі, де її підсолоджують згущеним молоком. Арабіка більш якісна завдяки м'якому смаку, і використовується для еспресо. На 20 000 тонн кави, які Лаос виробляє на рік, 5 000 тонн припадає на зерна арабіки, а 15 000 тонн — на робусту.

## Лаоська кава
Зерна арабіки, вироблені в Лаосі, «відомі своїм середнім тілом і поєднанням м’яких цитрусових і квіткових тонів». Лаос вирощує робусту на великій висоті (1300 м над рівнем моря), на відміну від інших країн. 95% кави збирають на плато Болавен. Кава є п'ятим найбільшим експортним продуктом Лаосу. Плато Болавен, де кава була вперше посаджена в Лаосі за часів французької колонізації, є основним регіоном виробництва в Лаосі. Було висаджено кілька видів, включаючи арабіку, робусту та ліберику.
Кавова промисловість виявляється життєво важливою для економіки Лаосу та його рівня життя. Більшість фермерів у Лаосі отримували б значно нижчий дохід, якби вирощували звичайні культури, такі як соя, рис, кукурудза тощо. Однак виробництво кави дозволяє їм отримувати зарплату, достатню для навчання своїх сімей. Кава також є основним експортним товаром Лаосу.
Багаті фермери, земельні ресурси та відповідний клімат Лаосу створюють багато можливостей виробництва арабіки у великих кількостях.

## Історія виробництва кави в Лаосі
Перші кілька кавових рослин були завезені в Лаос французькими колоністами приблизно в 1915 році. Після спроб і помилок спроб зібрати кавові зерна на півночі французи зрозуміли, що південний Лаос ідеально підходить для плантацій. Мільйони років тому на півдні сталося виверження вулкана, в результаті чого південні ґрунти містять багаті мінерали, ідеальні для виробництва кави. На півдні розташоване плато Болавен, яке залишається основним регіоном виробництва Лаосу.
Плато Болавен розташоване в районі, відомому як Паксонг, де зелена рослинність росте цілий рік. Не тільки його багатий ґрунт служить причиною ідеального вирощування кави, але й велика висота від 800 до 1350 метрів і прохолодний клімат.
Протягом останніх двадцяти років і далі уряд Лаосу співпрацював зі збирачами кави, щоб висаджувати більше рослин арабіки, оскільки вона дає вищу ціну, таким чином збільшуються доходи фермерів. У Лаосі є 20 000 громад, які вирощують каву у 250 селах. Багато сімей заробляють на життя від вирощування кави.